# ASD La Biellese
ASD La Biellese is een Italiaanse voetbalclub uit Biella die in de Serie D/A speelt. De club werd opgericht in 1902. De officiële clubkleuren zijn zwart en wit.

## Historische namen
- US Bielesse (1902-1930, naamsverandering)
- AS Bielesse (1930-1993, faillissement)
- AS Biellese 1902 (1993-2010, faillissement)
- ASD Junior Biellese Libertas (2010-2016, naamsverandering)
- ASD La Biellese (2016-heden)

## Bekende (ex-)spelers
- Eusebio Castigliano
- Gianluca Comotto